# Fibră
Termenul fibră se poate referi la materiale în formă de fir subțire, netors, care are un anumit raport între lungime și grosime. Prin împletire fibrele constituie o structură numită țesut, țesătură sau frânghie, parâmă; acestea sunt mai compacte și mai rezistente ca fibrele inițiale.

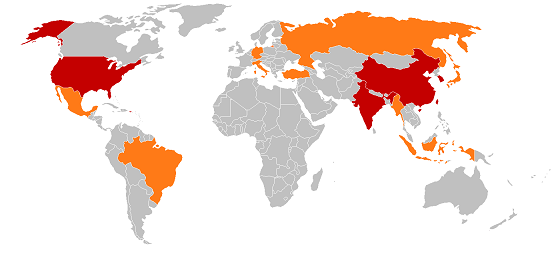
Producătorii cei mai mari de fibre sintetice

## Clasificarea fibrelor textile[1]
|                                                     |                                                     |                                                     |                                                     |                                                     |                                                     |  |  |                                                                        |                                                                        |                                                                        |                                                                        |                                                                        |                                                                        |                     |                     |                                               |                                               | Fibre textile                                 |                                               |                                               |                                               |          |          |          |          |  |  | | | | | | |          |          | | | | | | |            |            |                  |                  |                  |                  |                  |                  |  |  |  |  |  |  |  |  |  |  |  |  |  |  |  |  |  |  |  |  |  |  |  |  |  |  |  |  |
|                                                     |                                                     |                                                     |                                                     |                                                     |                                                     |  |  |                                                                        |                                                                        |                                                                        |                                                                        |                                                                        |                                                                        |                     |                     |                                               |                                               |                                               |                                               |                                               |                                               |          |          |          |          |  |  | | | | | | |          |          | | | | | | |            |            |                  |                  |                  |                  |                  |                  |  |  |  |  |  |  |  |  |  |  |  |  |  |  |  |  |  |  |  |  |  |  |  |  |  |  |  |  |
|                                                     |                                                     |                                                     |                                                     |                                                     |                                                     |  |  |                                                                        |                                                                        |                                                                        |                                                                        |                                                                        |                                                                        |                     |                     |                                               |                                               |                                               |                                               |                                               |                                               |          |          |          |          |  |  | | | | | | |          |          | | | | | | |            |            |                  |                  |                  |                  |                  |                  |  |  |  |  |  |  |  |  |  |  |  |  |  |  |  |  |  |  |  |  |  |  |  |  |  |  |  |  |
|                                                     |                                                     |                                                     |                                                     |                                                     |                                                     |  |  |                                                                        |                                                                        |                                                                        |                                                                        | Naturale                                                               | Naturale                                                               | Naturale            | Naturale            | Naturale                                      | Naturale                                      |                                               |                                               |                                               |                                               |          |          |          |          |  |  | | | | | | |          |          | Chimice | Chimice | Chimice | Chimice | Chimice | Chimice |            |            |                  |                  |                  |                  |                  |                  |  |  |  |  |  |  |  |  |  |  |  |  |  |  |  |  |  |  |  |  |  |  |  |  |  |  |  |  |
|                                                     |                                                     |                                                     |                                                     |                                                     |                                                     |  |  |                                                                        |                                                                        |                                                                        |                                                                        | Naturale                                                               | Naturale                                                               | Naturale            | Naturale            | Naturale                                      | Naturale                                      |                                               |                                               |                                               |                                               |          |          |          |          |  |  | | | | | | |          |          | Chimice | Chimice | Chimice | Chimice | Chimice | Chimice |            |            |                  |                  |                  |                  |                  |                  |  |  |  |  |  |  |  |  |  |  |  |  |  |  |  |  |  |  |  |  |  |  |  |  |  |  |  |  |
|                                                     |                                                     |                                                     |                                                     |                                                     |                                                     |  |  |                                                                        |                                                                        |                                                                        |                                                                        |                                                                        |                                                                        |                     |                     |                                               |                                               |                                               |                                               |                                               |                                               |          |          |          |          |  |  | | | | | | |          |          | | | | | | |            |            |                  |                  |                  |                  |                  |                  |  |  |  |  |  |  |  |  |  |  |  |  |  |  |  |  |  |  |  |  |  |  |  |  |  |  |  |  |
| Pe bază de celuloză                                 | Pe bază de celuloză                                 | Pe bază de celuloză                                 | Pe bază de celuloză                                 | Pe bază de celuloză                                 | Pe bază de celuloză                                 |  |  |                                                                        |                                                                        |                                                                        |                                                                        | Pe bază de proteine                                                    | Pe bază de proteine                                                    | Pe bază de proteine | Pe bază de proteine | Pe bază de proteine                           | Pe bază de proteine                           |                                               |                                               | Minerale                                      | Minerale                                      | Minerale | Minerale | Minerale | Minerale |  |  | | | | | Organice | Organice | Organice | Organice | Organice | Organice | | | Anorganice | Anorganice | Anorganice | Anorganice | Anorganice       | Anorganice       |                  |                  |                  |                  |  |  |  |  |  |  |  |  |  |  |  |  |  |  |  |  |  |  |  |  |  |  |  |  |  |  |  |  |
| Pe bază de celuloză                                 | Pe bază de celuloză                                 | Pe bază de celuloză                                 | Pe bază de celuloză                                 | Pe bază de celuloză                                 | Pe bază de celuloză                                 |  |  |                                                                        |                                                                        |                                                                        |                                                                        | Pe bază de proteine                                                    | Pe bază de proteine                                                    | Pe bază de proteine | Pe bază de proteine | Pe bază de proteine                           | Pe bază de proteine                           |                                               |                                               | Minerale                                      | Minerale                                      | Minerale | Minerale | Minerale | Minerale |  |  | | | | | Organice | Organice | Organice | Organice | Organice | Organice | | | Anorganice | Anorganice | Anorganice | Anorganice | Anorganice       | Anorganice       |                  |                  |                  |                  |  |  |  |  |  |  |  |  |  |  |  |  |  |  |  |  |  |  |  |  |  |  |  |  |  |  |  |  |
|                                                     |                                                     |                                                     |                                                     |                                                     |                                                     |  |  |                                                                        |                                                                        |                                                                        |                                                                        |                                                                        |                                                                        |                     |                     |                                               |                                               |                                               |                                               |                                               |                                               |          |          |          |          |  |  | | | | | | |          |          | | | | | | |            |            |                  |                  |                  |                  |                  |                  |  |  |  |  |  |  |  |  |  |  |  |  |  |  |  |  |  |  |  |  |  |  |  |  |  |  |  |  |
|                                                     |                                                     |                                                     |                                                     |                                                     |                                                     |  |  |                                                                        |                                                                        |                                                                        |                                                                        |                                                                        |                                                                        |                     |                     |                                               |                                               |                                               |                                               | Azbest                                        | Azbest                                        | Azbest   | Azbest   | Azbest   | Azbest   |  |  | Pe bază de polimeri naturali                                                                                                   | Pe bază de polimeri naturali                                                                                                   | Pe bază de polimeri naturali                                                                                                   | Pe bază de polimeri naturali                                                                                                   | Pe bază de polimeri naturali                                                                                                   | Pe bază de polimeri naturali                                                                                                   |          |          | Pe bază de polimeri sintetici                                                                                               | Pe bază de polimeri sintetici                                                                                               | Pe bază de polimeri sintetici                                                                                               | Pe bază de polimeri sintetici                                                                                               | Pe bază de polimeri sintetici                                                                                               | Pe bază de polimeri sintetici                                                                                               |            |            | Sticlă, Metalice | Sticlă, Metalice | Sticlă, Metalice | Sticlă, Metalice | Sticlă, Metalice | Sticlă, Metalice |  |  |  |  |  |  |  |  |  |  |  |  |  |  |  |  |  |  |  |  |  |  |  |  |  |  |  |  |
|                                                     |                                                     |                                                     |                                                     |                                                     |                                                     |  |  |                                                                        |                                                                        |                                                                        |                                                                        |                                                                        |                                                                        |                     |                     |                                               |                                               |                                               |                                               | Azbest                                        | Azbest                                        | Azbest   | Azbest   | Azbest   | Azbest   |  |  | Pe bază de polimeri naturali                                                                                                   | Pe bază de polimeri naturali                                                                                                   | Pe bază de polimeri naturali                                                                                                   | Pe bază de polimeri naturali                                                                                                   | Pe bază de polimeri naturali                                                                                                   | Pe bază de polimeri naturali                                                                                                   |          |          | Pe bază de polimeri sintetici                                                                                               | Pe bază de polimeri sintetici                                                                                               | Pe bază de polimeri sintetici                                                                                               | Pe bază de polimeri sintetici                                                                                               | Pe bază de polimeri sintetici                                                                                               | Pe bază de polimeri sintetici                                                                                               |            |            | Sticlă, Metalice | Sticlă, Metalice | Sticlă, Metalice | Sticlă, Metalice | Sticlă, Metalice | Sticlă, Metalice |  |  |  |  |  |  |  |  |  |  |  |  |  |  |  |  |  |  |  |  |  |  |  |  |  |  |  |  |
|                                                     |                                                     |                                                     |                                                     |                                                     |                                                     |  |  |                                                                        |                                                                        |                                                                        |                                                                        |                                                                        |                                                                        |                     |                     |                                               |                                               |                                               |                                               |                                               |                                               |          |          |          |          |  |  | | | | | | |          |          | | | | | | |            |            |                  |                  |                  |                  |                  |                  |  |  |  |  |  |  |  |  |  |  |  |  |  |  |  |  |  |  |  |  |  |  |  |  |  |  |  |  |
| Din tulpini (fibre de bast) in, cânepă, iută, ramie | Din tulpini (fibre de bast) in, cânepă, iută, ramie | Din tulpini (fibre de bast) in, cânepă, iută, ramie | Din tulpini (fibre de bast) in, cânepă, iută, ramie | Din tulpini (fibre de bast) in, cânepă, iută, ramie | Din tulpini (fibre de bast) in, cânepă, iută, ramie |  |  | Fibră scurtă Păruri: Cămilă, Alpaca, Cușmir, Lama, Angora, Mohair Lână | Fibră scurtă Păruri: Cămilă, Alpaca, Cușmir, Lama, Angora, Mohair Lână | Fibră scurtă Păruri: Cămilă, Alpaca, Cușmir, Lama, Angora, Mohair Lână | Fibră scurtă Păruri: Cămilă, Alpaca, Cușmir, Lama, Angora, Mohair Lână | Fibră scurtă Păruri: Cămilă, Alpaca, Cușmir, Lama, Angora, Mohair Lână | Fibră scurtă Păruri: Cămilă, Alpaca, Cușmir, Lama, Angora, Mohair Lână |                     |                     | Filamentare Mătase domestică Mătase sălbatică | Filamentare Mătase domestică Mătase sălbatică | Filamentare Mătase domestică Mătase sălbatică | Filamentare Mătase domestică Mătase sălbatică | Filamentare Mătase domestică Mătase sălbatică | Filamentare Mătase domestică Mătase sălbatică |          |          |          |          |  |  | Pe bază de celuloză Viscoză, Acetat, Triacetat -------- Pe bază de proteine ---- Pe bază de alginați ------ Pe bază de cauciuc | Pe bază de celuloză Viscoză, Acetat, Triacetat -------- Pe bază de proteine ---- Pe bază de alginați ------ Pe bază de cauciuc | Pe bază de celuloză Viscoză, Acetat, Triacetat -------- Pe bază de proteine ---- Pe bază de alginați ------ Pe bază de cauciuc | Pe bază de celuloză Viscoză, Acetat, Triacetat -------- Pe bază de proteine ---- Pe bază de alginați ------ Pe bază de cauciuc | Pe bază de celuloză Viscoză, Acetat, Triacetat -------- Pe bază de proteine ---- Pe bază de alginați ------ Pe bază de cauciuc | Pe bază de celuloză Viscoză, Acetat, Triacetat -------- Pe bază de proteine ---- Pe bază de alginați ------ Pe bază de cauciuc |          |          | Heterocatenare Poliamidice Poliesterice Poliuretanice Polieterice ----- Homocatenare Polivinilice Poliolefinice Polidienice | Heterocatenare Poliamidice Poliesterice Poliuretanice Polieterice ----- Homocatenare Polivinilice Poliolefinice Polidienice | Heterocatenare Poliamidice Poliesterice Poliuretanice Polieterice ----- Homocatenare Polivinilice Poliolefinice Polidienice | Heterocatenare Poliamidice Poliesterice Poliuretanice Polieterice ----- Homocatenare Polivinilice Poliolefinice Polidienice | Heterocatenare Poliamidice Poliesterice Poliuretanice Polieterice ----- Homocatenare Polivinilice Poliolefinice Polidienice | Heterocatenare Poliamidice Poliesterice Poliuretanice Polieterice ----- Homocatenare Polivinilice Poliolefinice Polidienice |            |            |                  |                  |                  |                  |                  |                  |  |  |  |  |  |  |  |  |  |  |  |  |  |  |  |  |  |  |  |  |  |  |  |  |  |  |  |  |

### Clasificare după proveniență
Fibre metalice
Acestea se produc prin tragerea unor metale ductile în fire. 
Fibre vegetale
Fibrele vegetale pot lua naștere prin alungirea celulelor. Sunt folosite în industrie. Provin din plante ca:
- bumbac, in, cânepă

Fibre de natură animală
- fibrele nervoase (axonul), fibrele musculare, fibrele bogate în colagen ale țesutului conjunctiv. Și celula are un citoschelet format din filamente de actină.

Fibre minerale
- fibră de sticlă,   fibră de carbon

Fibre sintetice
- din substanțe sintetice ca policlorură de vinil

## Utilizare
Fibrele sunt utilizate în 
- Comunicații: fibră de sticlă
- Fizică: fibră optică; fibră de carbon
- Construcții: azbocimentul (amestecul de ciment cu fibre de azbest)
- Industria textilă: toate țesăturile